# Liang Shuming
Liang Shuming (梁漱溟, 18 octobre 1893 - 23 juin 1988), né sous le nom de Liang Huanding (梁焕鼎), est un philosophe, enseignant, et l'un des meneurs du mouvement de reconstruction rurale au début de la République de Chine.

## Biographie
Liang Shuming nait en 1893 à Pékin, dans une famille d'origine mongole avec des attaches dans le Guangxi. Son père, Liang Juchuan (zh), est un intellectuel.
Liang Shuming reçoit une éducation moderne et prend connaissance de la pensée occidentale. En 1917, il est recruté par Cai Yuanpei pour enseigner au département de philosophie de l'université de Pékin. Il y réalise un livre influent basé sur ses conférences et intitulé Les cultures d'Orient et d'Occident et leurs philosophies, qui expose quelques-unes des doctrines du confucianisme moderne. Il affiche également l'influence de Henri Bergson, alors très populaire en Chine, ainsi que de l'école bouddhiste Cittamātra.
Considérant la civilisation occidentale comme vouée à l'échec, Liang ne préconise pas de réforme complète et l'adoption d'institutions occidentales. Il croit néanmoins qu'une réforme est nécessaire pour faire de la Chine l'égal du reste du monde. Il est d'avis que les conditions requises pour ces institutions n'existent pas en Chine, et échoueront si elles sont introduites. Au lieu de cela, il appelle à l'adoption du socialisme à partir de la base de la société. À cette fin, il fonde l'Institut du Shandong pour la reconstruction rurale et aide à fonder la Ligue démocratique de Chine.
Liang est célèbre pour sa critique de la théorie des classes du marxisme, en précisant que, malgré des disparités évidentes de richesse, la société rurale chinoise ne peut pas être clairement divisée en classes. Une seule et même famille (en particulier les grandes lignées patriarcales présentes dans de nombreuses régions) compte généralement des « nantis » et des « démunis » parmi ses membres. La lutte des classes prônée par les maoïstes nécessiterait que les parents s'attaquent entre eux.
Après la seconde guerre sino-japonaise, il est médiateur dans les différends entre les nationalistes et les communistes. Après la victoire de ces-derniers en 1949, il est parfois persécuté lors des campagnes idéologiques, mais refuse de se soumettre aux confessions forcées. Il meurt à Pékin.

## Cultures orientales et occidentales et leurs philosophies
Publié en 1921, Cultures orientales et occidentales et leurs philosophies présente la théorie des trois cultures de Liang. Il s'agit de l'une des quatre principales réponses néo-confucéennes au scientisme. Sa théorie est expliquée par le concept des « Trois natures » du Cittamātra. Elle est basée sur sa définition de la formation de cultures distinctes. Dans le livre de Liang, il écrit : « Qu'est-ce que la culture ? Elle est le style de vie d'un peuple. Qu'est-ce que la vie ? Elle est l'expression de l'inépuisable volonté - quelque chose d'assez proche de la volonté chez Schopenhauer - de toujours être satisfait et jamais entièrement satisfait. »
Selon Liang, la volonté décide de la vie et la vie décide de la culture, les cultures sont donc différentes lorsque les volontés et les désirs des gens sont différents. Liang voit trois orientations de la volonté: le désir (1), pour changer et avoir une incidence sur votre environnement pour le plier à notre volonté (2) à modifier notre désir si nous ne voulons pas changer notre environnement (3) pour éliminer tout ce que l'on ne désire plus en raison de sa découvert que le monde est une illusion. Pour Liang, les trois orientations de la volonté ne sont pas sans rapport, mais il s'agit d'une progression<name="cct_40_3" />. Il écrit que puisque la connaissance commence avec l'application de la raison à votre entourage, la première orientation est la plus formatrice. Cela conduit à un déséquilibre, où l'on doit commencer à utiliser l'intuition pour se relier moralement au monde. Enfin, l'intuition se développe, elle mène à la difficulté au lieu de la soulager. Cela conduit à la perception directe, qui est la troisième orientation. Liang soutient que l'Occident a la première orientation, tandis que la Chine a la deuxième et que l'Inde a la troisième<name="cct_40_3" />.

## La Substance de la culture chinoise
Dans son livre La Substance de la culture chinoise, Liang différencie la culture chinoise et la culture occidentale. Il le fait en explorant la relation entre les structures sociales dans ces deux régions du monde. La structure sociale, écrit-il, crée les facteurs culturels qui déterminent tout sur les deux cultures. Il explique que la structure sociale est fortement influencée par le point de vue culturel, qui à son tour est défini par la base sociale de la société (ses moyens d'existence). Liang pense que la société a trois formes : les communautés, les familles et les individus. Un point de vue culturel qui souligne fortement l'interdépendance de ceux-ci contraste avec un point de vue qui met l'accent sur les différences.
Liang pense que la Chine insiste sur l'importance de la famille, et que l'Occident insiste sur la relation de l'individu à la communauté. Il souligne que c'est ce qui a conduit la Chine à bâtir une société basée sur l'éthique, alors que l'Occident a une société basée sur l'individu. La Chine s'est tournée vers les sentiments de parenté et les liens affectifs, qui dominent la société. L'Occident, en raison de l'accent mis sur les droits des personnes, a bâti un système de classes différentes, d'indépendance économique et de lois. Les Chinois, cependant, ont une société de divisions entre métier due à une plus grande mobilité sociale, une responsabilité mutuelle et des liens personnels pour maintenir l'ordre. Enfin, Liang apporte sa théorie des trois cultures et sa place en Chine. Il affirme que, bien que la Chine soit dans la deuxième étape, elle a sauté la première et par conséquent a manqué le développement du profit et du pouvoir. Plutôt que de suggérer revenir à la première étape culturelle, Liang suggère l'introduction de la science occidentale et de la démocratie dans la société chinoise pour promouvoir le développement de ces domaines.

## Son travail dans la reconstruction rurale
Liang Shuming croit que le village rural est l'aspect le plus important de la société chinoise et que les cent dernières années de l'histoire chinoise ont été caractérisées par sa destruction. De 1931 à 1937, Liang étudie la reconstruction rurale dans le comté de Zouping au Shandong. Beaucoup de personnes affirment que c'est grâce à lui qu'ont eu lieu les grandes améliorations dans le village. Il met l'accent sur la reconstruction rurale, la culture de l'unité du groupe, le développement de la science et de la technologie, et l'élimination des traditions désuètes.
Liang, chargé par Han Fuju de la reconstruction rurale dans le comté de Zouping, est convaincu que la méthode la plus efficace serait de fusionner les écoles du village et du comté avec le gouvernement local. De 1931 à 1933, Liang forme 800 personnes à diriger des écoles partout dans le Shandong et en 1932 le Kuomintang estime que chaque province devrait avoir un de ces établissements de reconstruction rurale<name="cct_40_3_3" />.
L'institution de reconstruction rurale de Liang a trois départements. Le premier est le département de recherche sur la reconstruction rurale, dirigée par Liang lui-même. Ce département est formé d'étudiants qui ont déjà une formation universitaire pour devenir conseillers scientifiques. Le Département de la formation du personnel de service prend les élèves avec un enseignement secondaire pour devenir membre du personnel du service des villages. Le dernier département, appelé le district de reconstruction rural, a pour but d'intégrer la gouvernance locale à l'université.

## Liang et la religion
À l'âge de 89 ans, dans une entrevue avec Guy Alitto, Liang se proclame bouddhiste. Il est intéressé par le bouddhisme depuis sa jeunesse, ce qu'il attribue à son opinion que la plupart des erreurs du passé ont été faites en raison de l'accent mis sur le monde extérieur alors que les réponses se trouvent à l'intérieur. Dans son article DOUTE, Liang présente la théorie de l'éther qui dit que la majeure partie du monde est illusoire et qu'il faut simplement être conscient de ce fait afin de voir le monde tel qu'il est vraiment et atteindre la liberté. Liang réalise une  Introduction à la philosophie indienne dans laquelle il explore de nombreux concepts clés du bouddhisme qu'il considère comme ses fondations. Dans CONC, il explore l'histoire de la conscience dans le bouddhisme et attribue les principes de la Conscience unique à Asanga. Il soutient également que les gens ne reçoivent qu'une image illusoire du monde et s'oppose à l'idée d'inférence logique puisqu'il ne s'agit que de questions conceptuelles.
Liang comme beaucoup d'intellectuels de l'époque, était très critique envers la religion traditionnelle chinoise. Il estime qu'elle est trop primitive pour permettre à la société d'atteindre un niveau élevé de socialisation, et que promouvoir le conservatisme entrave le développement social et la promotion de mauvaises normes morales et de l'égoïsme. Il estime que le confucianisme est la réponse de la Chine à la religion puisqu'il fourni un moyen d'harmonie avec le cosmos plutôt que de s'isoler avec ce que vous adorez.
Au sujet du confucianisme, qui contraste avec les autres religions, il en vient à deux conclusions. D'abord que contrairement à la religion de l'Occident, tout le monde est censé avoir une raison morale innée, ce qui signifie que personne ne doit avoir une morale dictée par une institution comme l'Église. Et deuxièmement, dans son Traité sur les différences et similitudes entre le confucianisme et le bouddhisme, que les deux religions ne sont pas étrangères, mais alors que le confucianisme est basée sur la personne et parle de moralité, le bouddhisme transcende la personne pour parler d'une compréhension finale. Lorsque le gouvernement communiste demande en 1974 de critiquer Confucius et Lin Biao, Liang refuse et écrit à la place L'esprit et la vie humaines. Il est souvent considéré comme un spécialiste de la liberté intellectuelle, ainsi que de l'essence de la Chine.